# Окопи (Чортківський район)
Око́пи (колишня назва Око́пи Свято́ї Трі́йці, пол. Okopy Świętej Trójcy) — село в Україні, у Мельнице-Подільській селищній громаді Чортківського району Тернопільської області. Населення — 557 осіб (2001).
Околиці Окопів — зона відпочинку, що належить до регіонального ландшафтного парку «Дністровський каньйон». Неподалік від села розташована пам'ятка природи — Силурійські відклади в Окопах.

## Назва
Перша назва поселення — «Окопи Гори Святої Трійці» — походила від того, що фортеця розташовувалася на горі Трійця. Теперішня назва — скорочена — від окіп «оборонна траншея».

## Географія

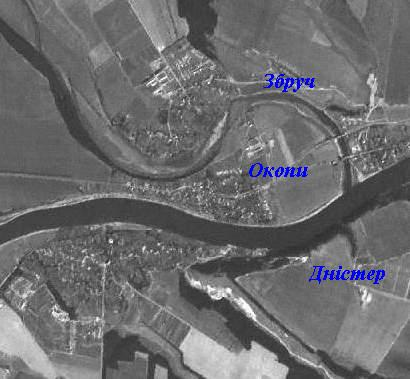
Космічний знімок села Окопи

Наддністрянське село Окопи розташоване в південно-західній частині України, на відстані 363 км від Києва, 127 км — від обласного центру міста Тернополя, за 40 км від міста Борщів та 26 км від міста Кам'янець-Подільський, на півострові, між річками Збруч та Дністер, на південному сході району на межі між Тернопільською, Хмельницькою і Чернівецькою областями. Через село проходить автошлях територіального значення Т 2002.
Окопи є найсхіднішим населеним пунктом Тернопільської області.

### Клімат
Для села характерний помірно континентальний клімат. Окопи розташовані у «теплому Поділлі», тут весна настає на 2 тижні раніше, південь Тернопільської області це один з найтепліших регіоні.

## Історія

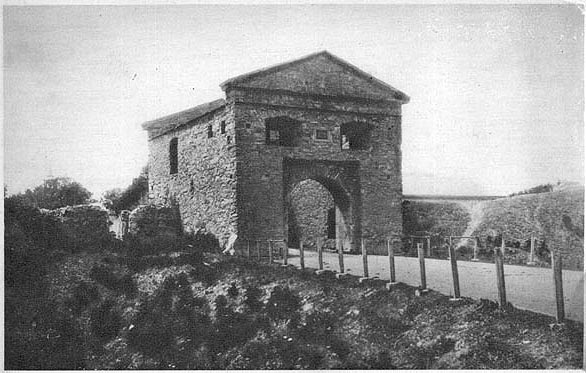
Кам'янецька брама (XIX століття)

Поблизу Окопів виявлено археологічні пам'ятки трипільської культури і фракійського гальштату. Трипільське поселення — одне з найраніших в Україні, матеріали розкопані тут датуються 5265-5269 рр. до н. е.
Замок, відомий в польській науковій літературі як Окопи Святої Трійці, побудований на місці давньоруського городища. Створювали цю твердиню за сприяння великого коронного гетьмана Речі Посполитої Станіслава Яна Яблоновського та воєводи київського Марціна Концького для блокування доріг, що вели до захопленого тоді турками Кам'янця.
25 березня 1692 року Яблоновський заклав перший камінь нової фортеці. 6 тижнів ціла армія насипала тут вали та будувала оборонні споруди. Вже на кінець жовтня будівництво було повністю завершене. Коронний гетьман Яблоновський Станіслав Ян назвав нову фортецю «Окопи Гори і Трійці — Блокада Кам'янця», згодом перейменував на «Окопи Святої Трійці». Креслення форту виконав М.Контський (зберігається у відділі рукописів Львівській національній науковій бібліотеці України імені Василя Стефаника). 1-й комендант фортеці — полковник М.Брант.
1693 року гарнізон Окопів успішно воював із турецько-татарськими ордами; влітку того ж року відбив напад турецько-татарських військ під проводом Мустафа-аги.

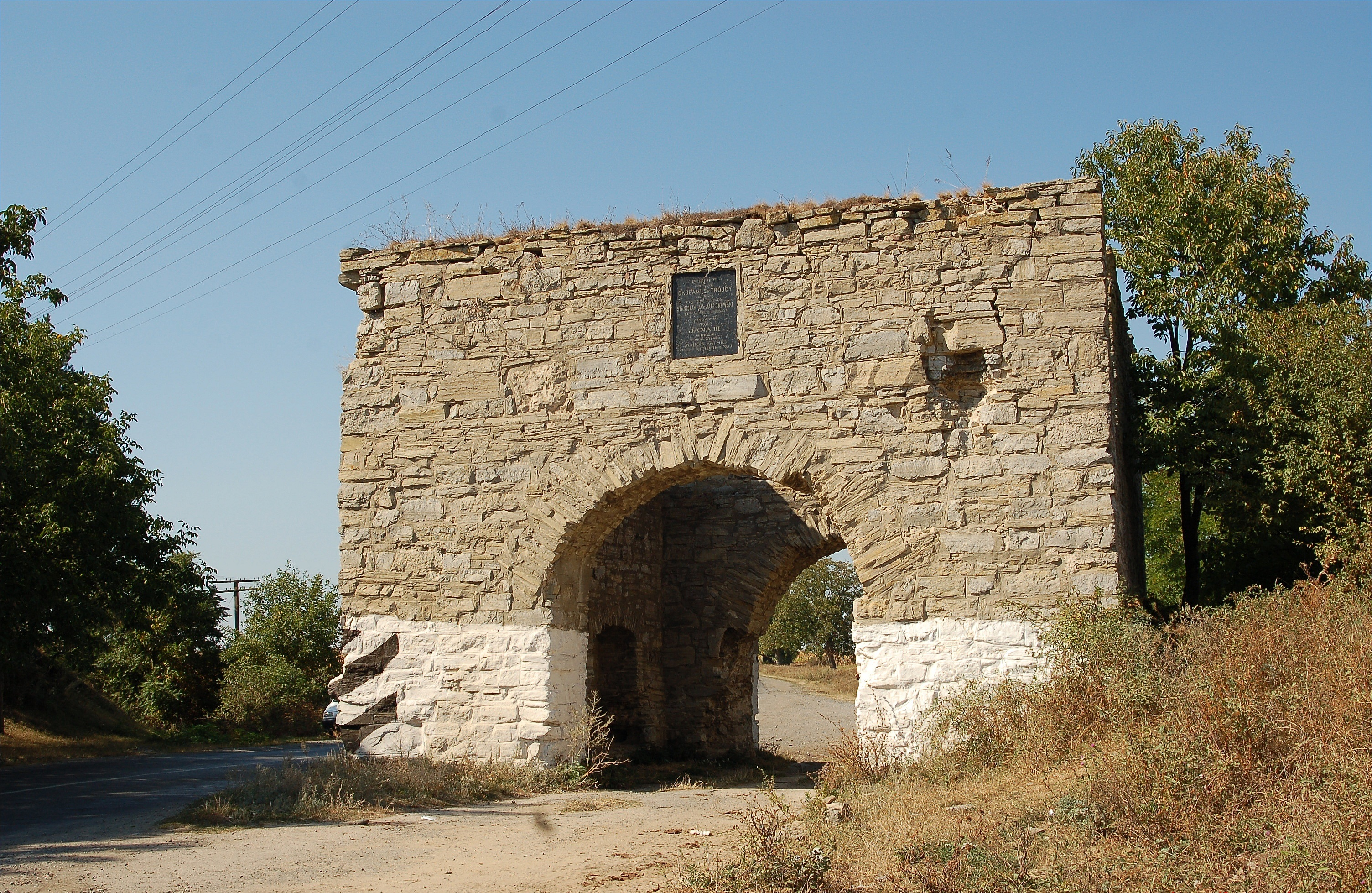
Львівська брама

1694 у Торуні (Польща) видали повість «Кам'янецька брама», присвячену форту.
У вересні 1699 року в Окопах відбувся сейм.
1700 населений пункт отримав магдебургію з правом щотижневих торгів і двох річних ярмарків. Того ж року Польща повернула собі Кам'янець-Подільський, і стратегічне значення Окопів різко зменшилося. Через нестачу коштів фортеця почала занепадати. 1769 року, переслідуючи барських конфедератів, її взяли російські війська під проводом генерала Ізмайлова.
Після переходу Галичини під владу Габсбурґів 1783 Окопи відвідав австрійський імператор Йосиф II.
У 1870-х роках відомий львівський краєзнавець А. Шнайдер запропонував для Окопів проєкт герба із зображенням Святої Трійці (з натяком на давню назву містечка «Окопи Святої Трійці»). Проєкт не було затверджено; місцева громада користувалася «написовою» печаткою без герба (ЛНБ ім. В.Стефаника. - Відділ рукописів. - Ф. 144. - Оп. 7. - Спр. 1. - Арк. 17).
До 1914 року через Окопи пролягав кордон між Російською імперією й Австро-Угорщиною; від 1921 річкою Збруч пролягав кордон між СРСР та Польщею, річкою Дністер — з Румунією (2002, відновлено пам'ятний знак «Півень, що на три держави піяв»; нині тут межа між Тернопільською, Хмельницькою і Чернівецькою областями).
В Окопах 27 лютого 1918 УГА на чолі з командантом Осипом Микиткою перейшли р. Збруч і вирушили в напрямку м. Кам'янець (нині Кам'янець-Подільський Хмельницької області) на допомогу військам УНР.

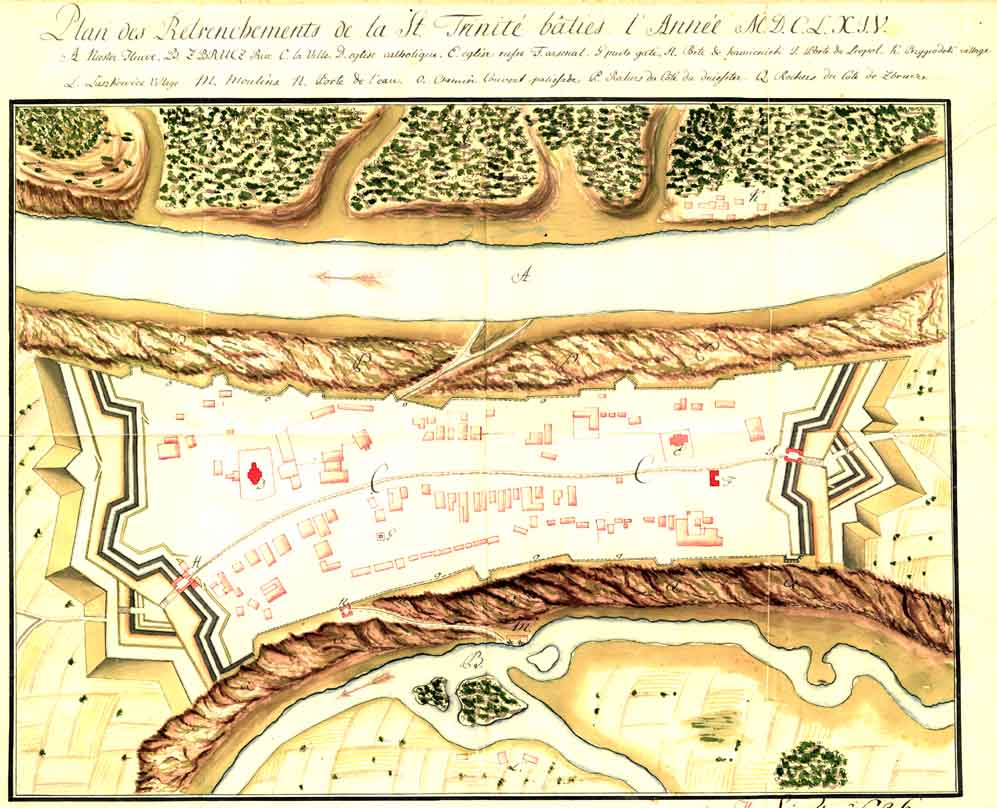
План укріплень Замку Святої Трійці

У міжвоєнний період діяли «Просвіта», «Рідна школа», «Сільський господар» та інші товариства.
По закінченню Другої світової війни у 1946—1947 роках мешканці села пережили голод.
З 24 серпня 1991 року село входить до складу незалежної України.
До 2015 року належало до Вигодської сільської ради. Від вересня 2015 року ввійшло у склад Мельнице-Подільської селищної громади.
12 червня 2020 року, відповідно до розпорядження Кабінету Міністрів України № 724-р «Про визначення адміністративних центрів та затвердження територій територіальних громад Тернопільської області» увійшло до складу Мельнице-Подільської селищної громади.
19 липня 2020 року, в результаті адміністративно-територіальної реформи та ліквідації Борщівського району, село увійшло до складу Тернопільського району.
22 січня 2022 року відбулася акція єднання  делегацій Хмельниччини, Тернопільщини та Буковини з нагоди 103-ї річниці проголошення Акту Злуки українських земель на межі Тернопільщини. З нагоди святкування Дня Соборності України встановлено спільний рекорд України. За ініціативою голів Хмельниччини, Тернопільщини та Буковини, у селі Окопи, яке в давнину називалося містом Святої Трійці, на межі трьох областей, у місці, де колись проходив кордон трьох держав, засвічено найбільший в Україні трисвічник, виготовлений у формі Тризуба. Його розміри 750 см х 1,8 м. Свічі єдності запалили від Вифлеємського вогню, який передали українським громадам представники Пласту.

## Населення
Згідно з переписом УРСР 1989 року чисельність наявного населення села становила 588 осіб, з яких 268 чоловіків та 320 жінок.
За переписом населення України 2001 року в селі мешкало 556 осіб. 100 % населення вказало своєю рідною мовою українську мову.

## Релігія
- церква святого великомученика Юрія Переможця (1867, мурована, ПЦУ);
- костел Пресвятої Трійці (1693);
- каплиця Святого Великомученика Юрія Переможця (1997, УГКЦ);
- дві каплички (2002 та 2004).

## Пам'ятки

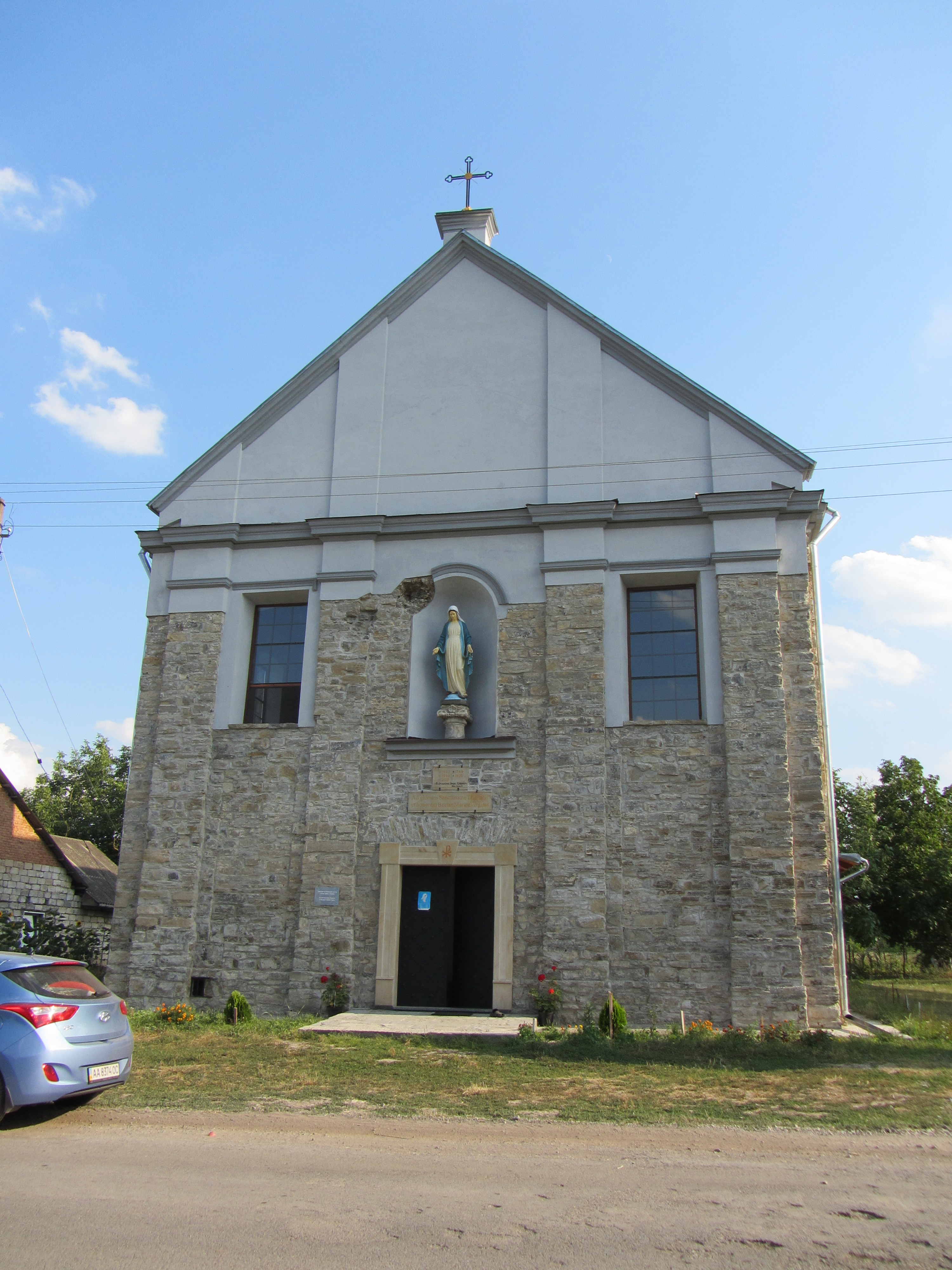
Костел

Збереглися дві брами: західна — Львівська і східна — Кам'янецька (реставровані 1905), залишки стіни дозорної вежі.
Споруджено пам'ятник воїнам-односельцям, полеглим у німецько-радянській війні (кінець 1980-х), невеликий пам'ятний хрест на честь загиблих німецьких солдат, встановлено пам'ятний хрест на честь скасування панщини.

## Соціальна сфера
Працюють ЗОШ І ступеня, клуб, бібліотека, ФАП, аптека, 3 торговельні заклади.

## Особистості
Уродженці села:
- єврейський релігійний реформатор Бешт (Баал-Шем-Тов);
- польський історик Олександр Миколайович Прусевич.

## Легенда
Неподалік Окоп, на Дністрі, лежить славне село Атаки. Така близькість двох топонімів привела до появи ще у Першу світову війну місцевої приказки про солдата, який: 
|                                                                        | \| «Під час атак сидів у Окопах(село), а коли рили окопи, бігав в Атаки». \| |
| «Під час атак сидів у Окопах(село), а коли рили окопи, бігав в Атаки». |                                                                              |

## Світлини

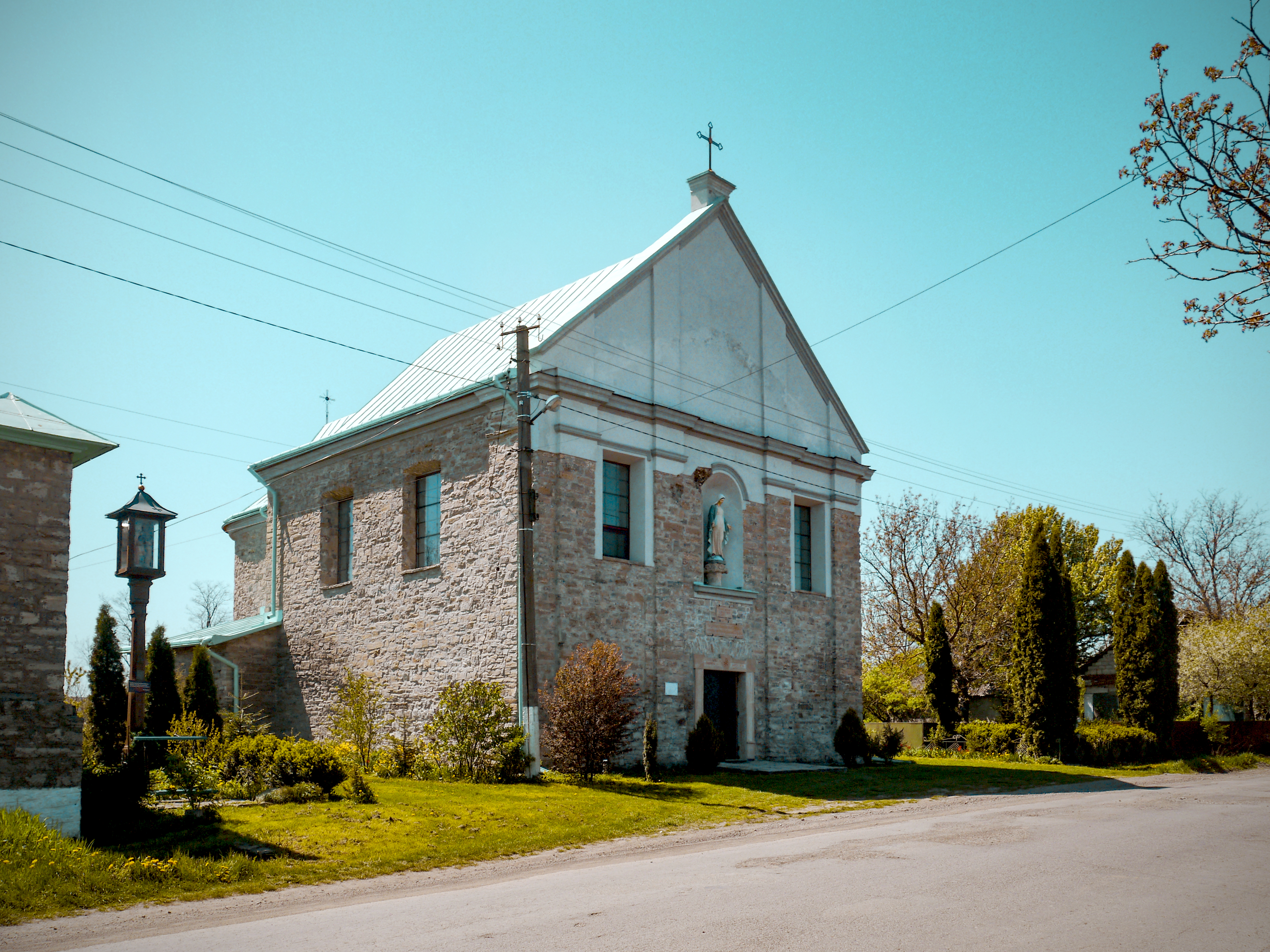
Костел
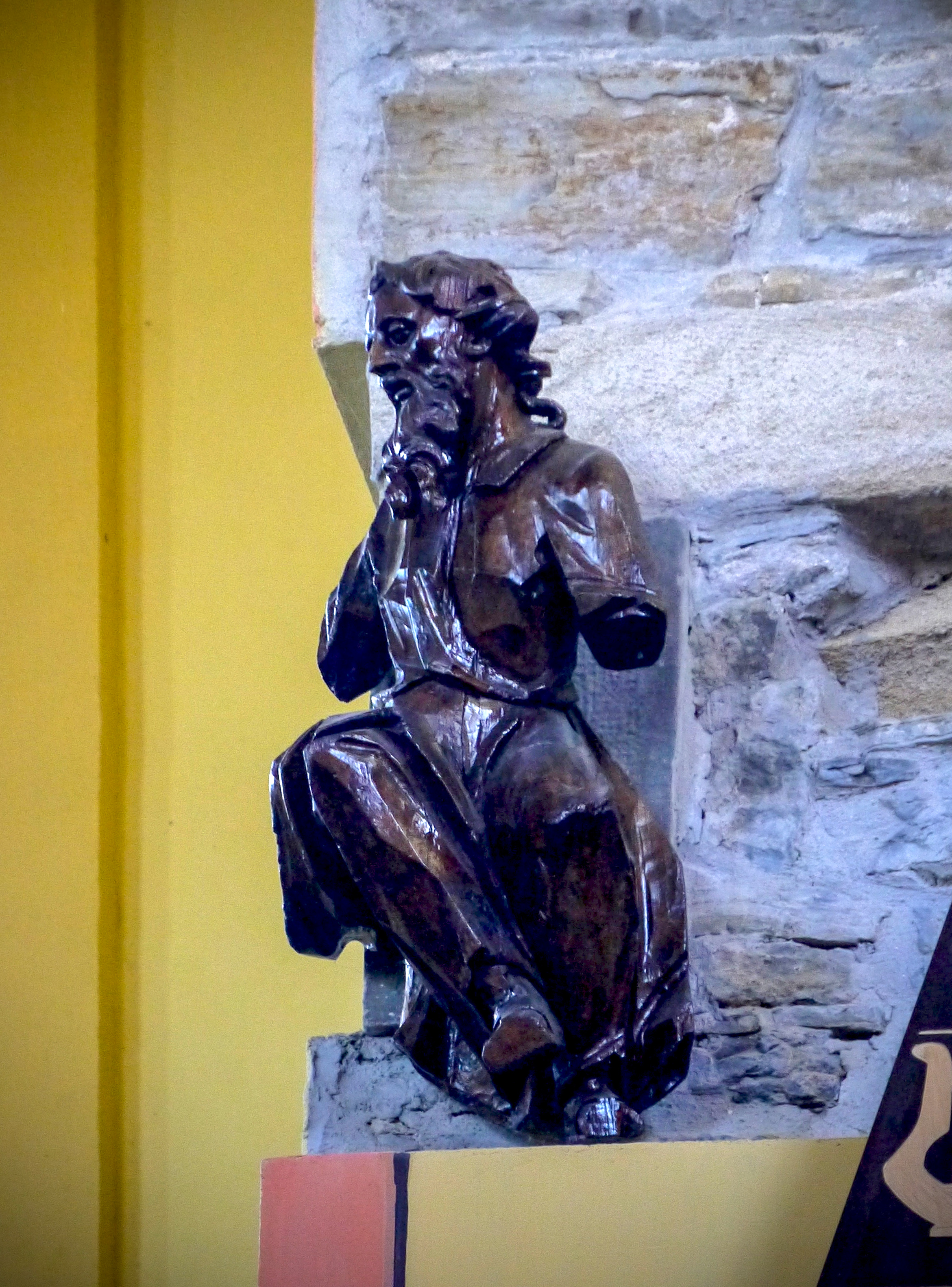
Вціліла скульптура в костелі
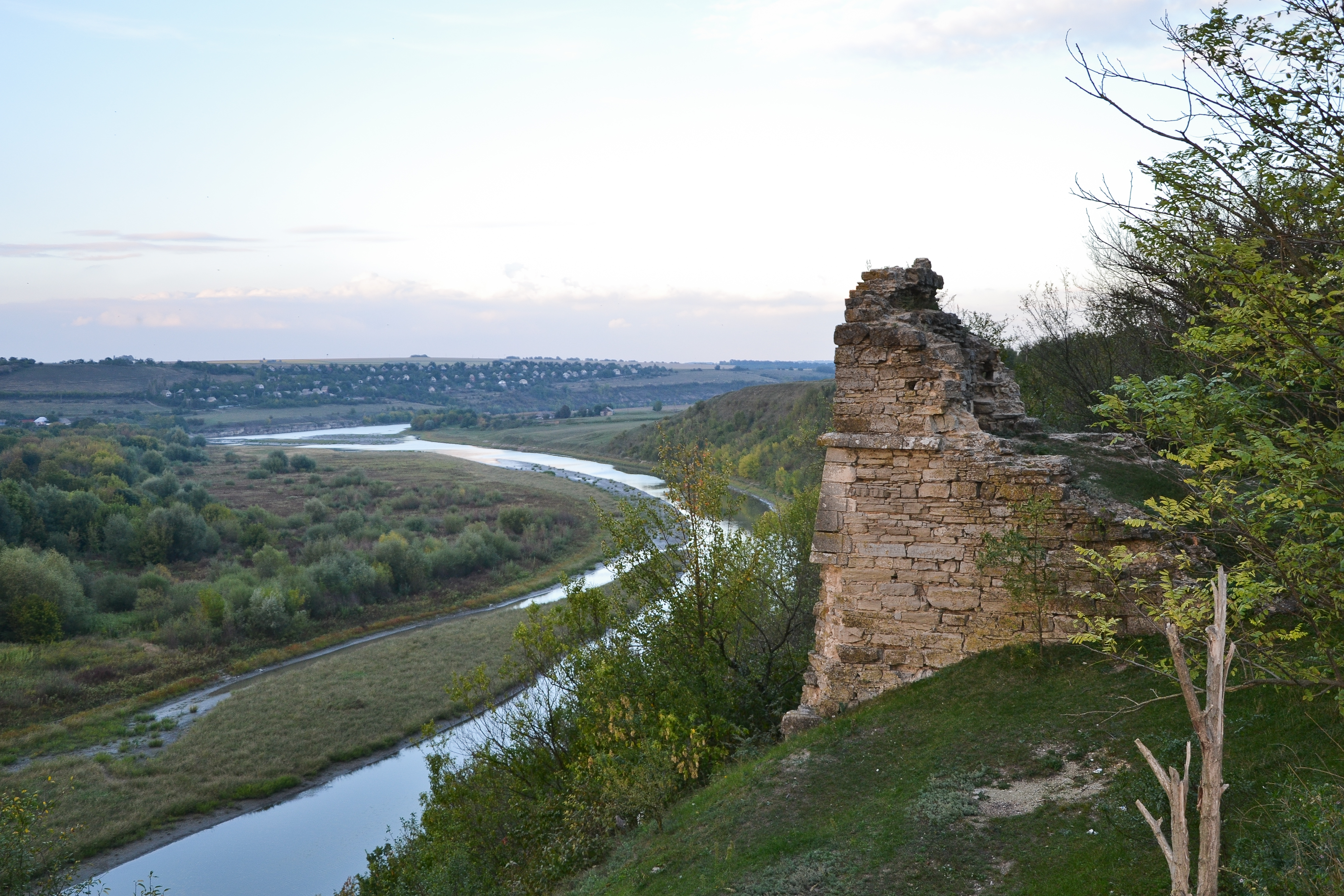
Башта над р. Збруч, Окопи
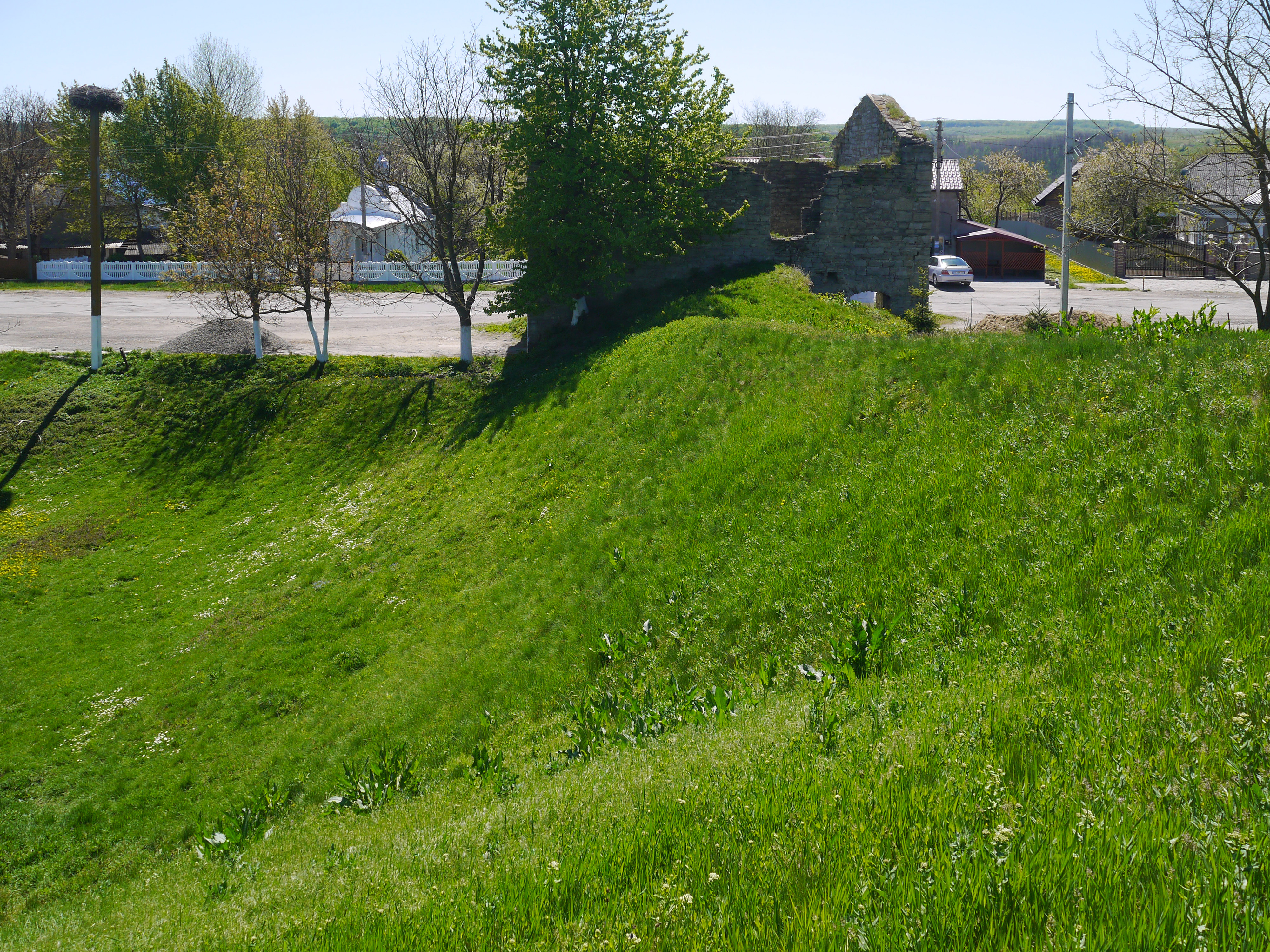
Земляні вали Фортеці Святої Трійці
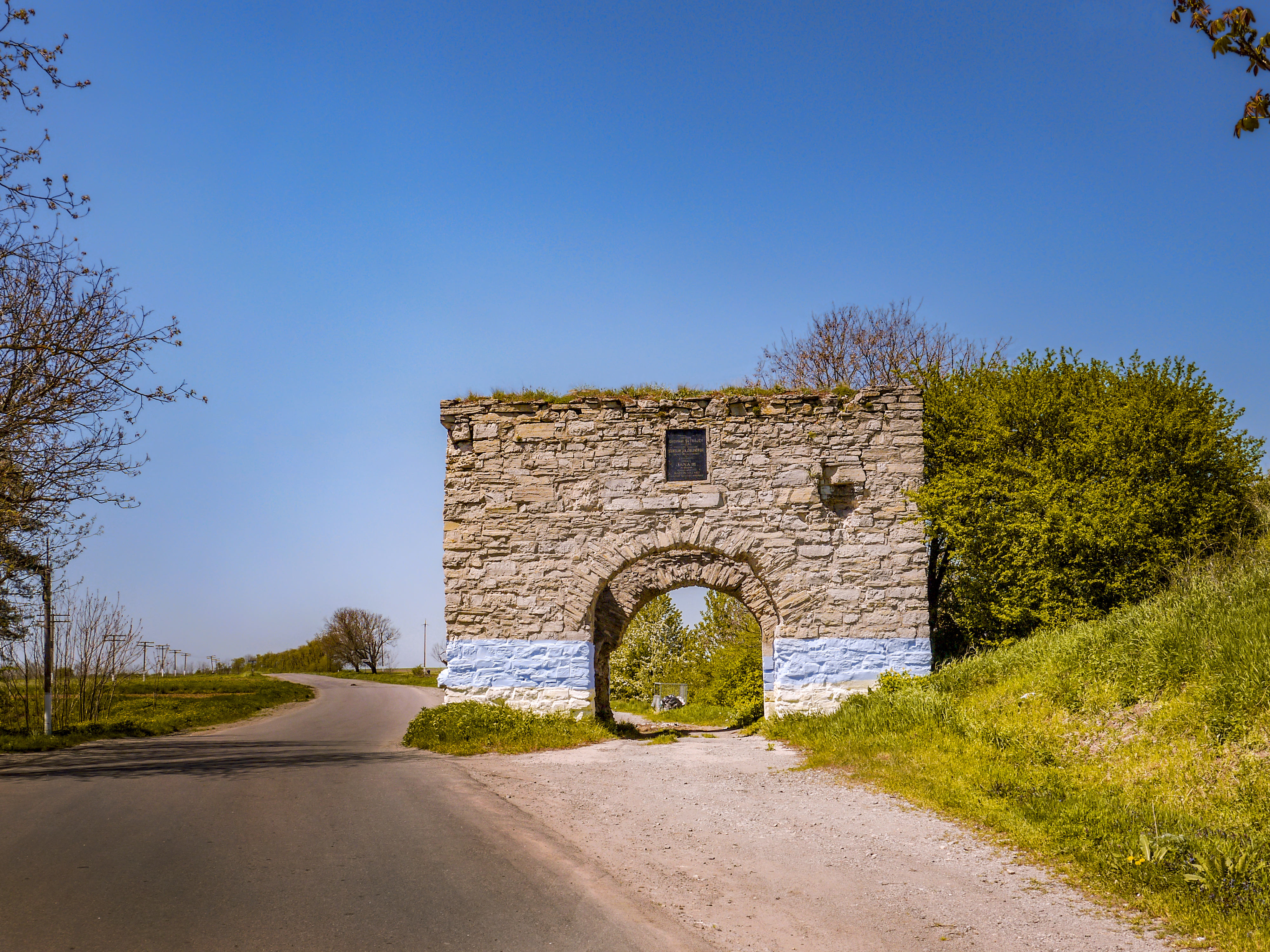
Львівська брама
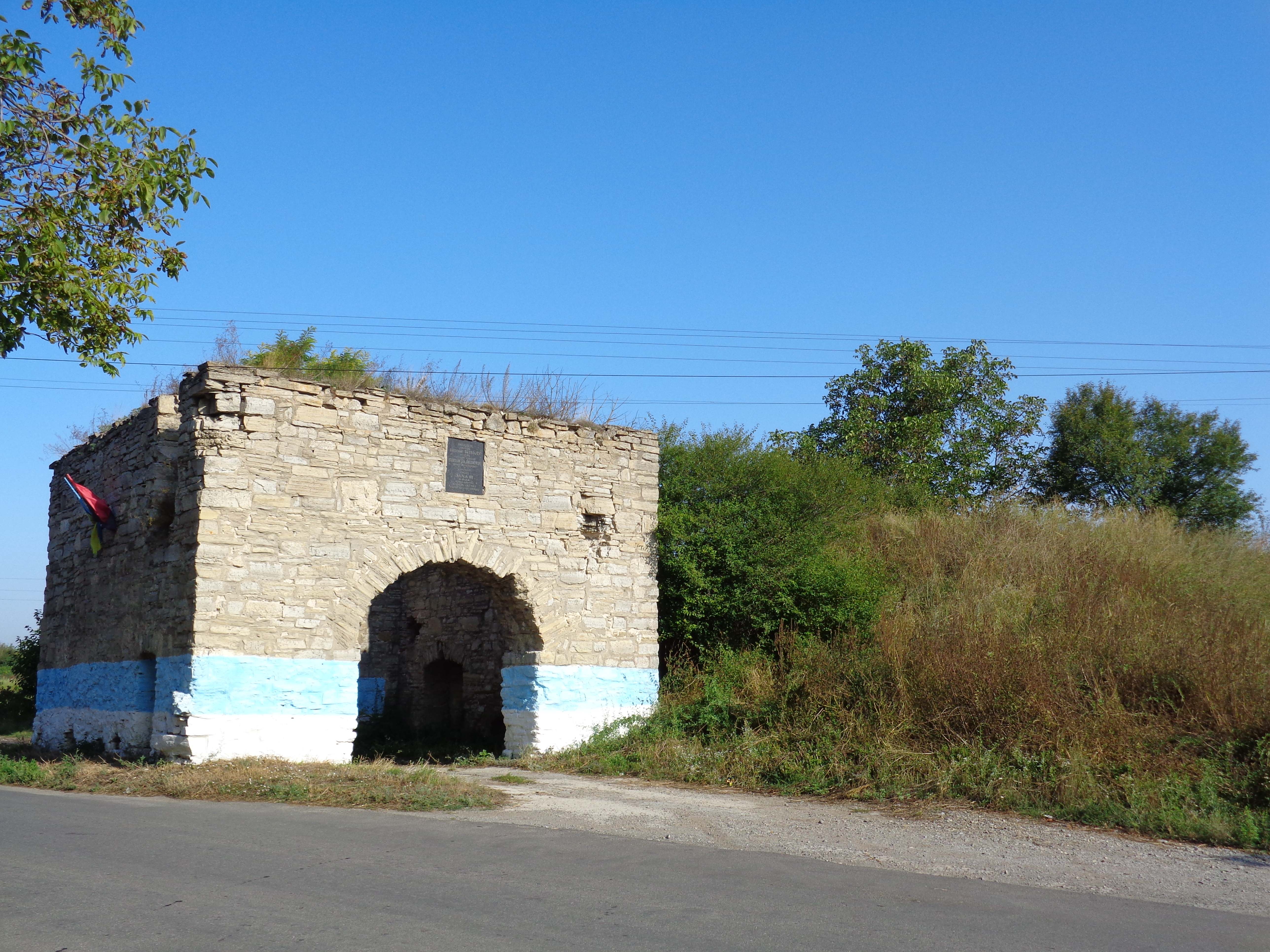
Фортеця Святої Трійці (руїни)
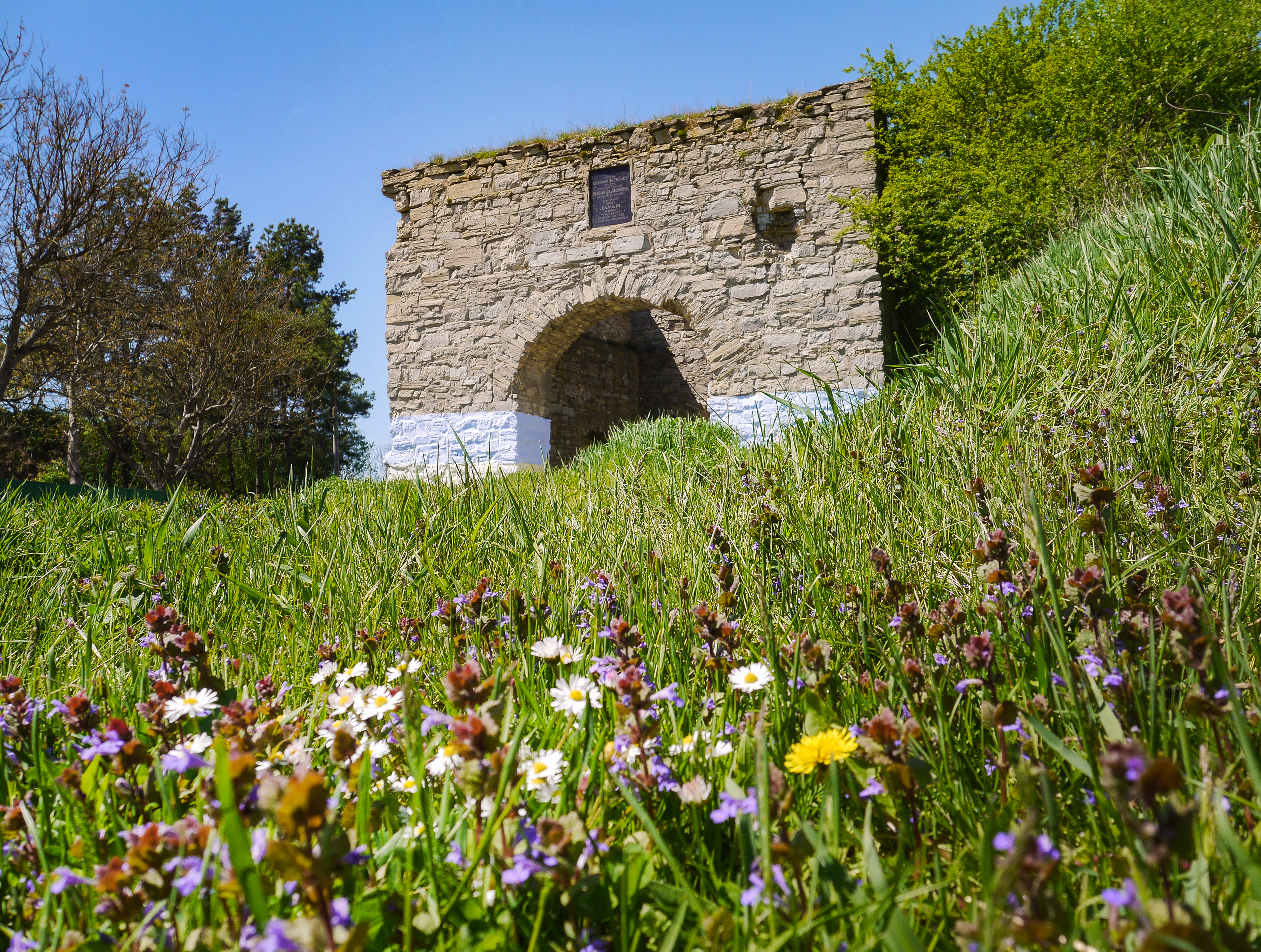
Фортеця Святої Трійці
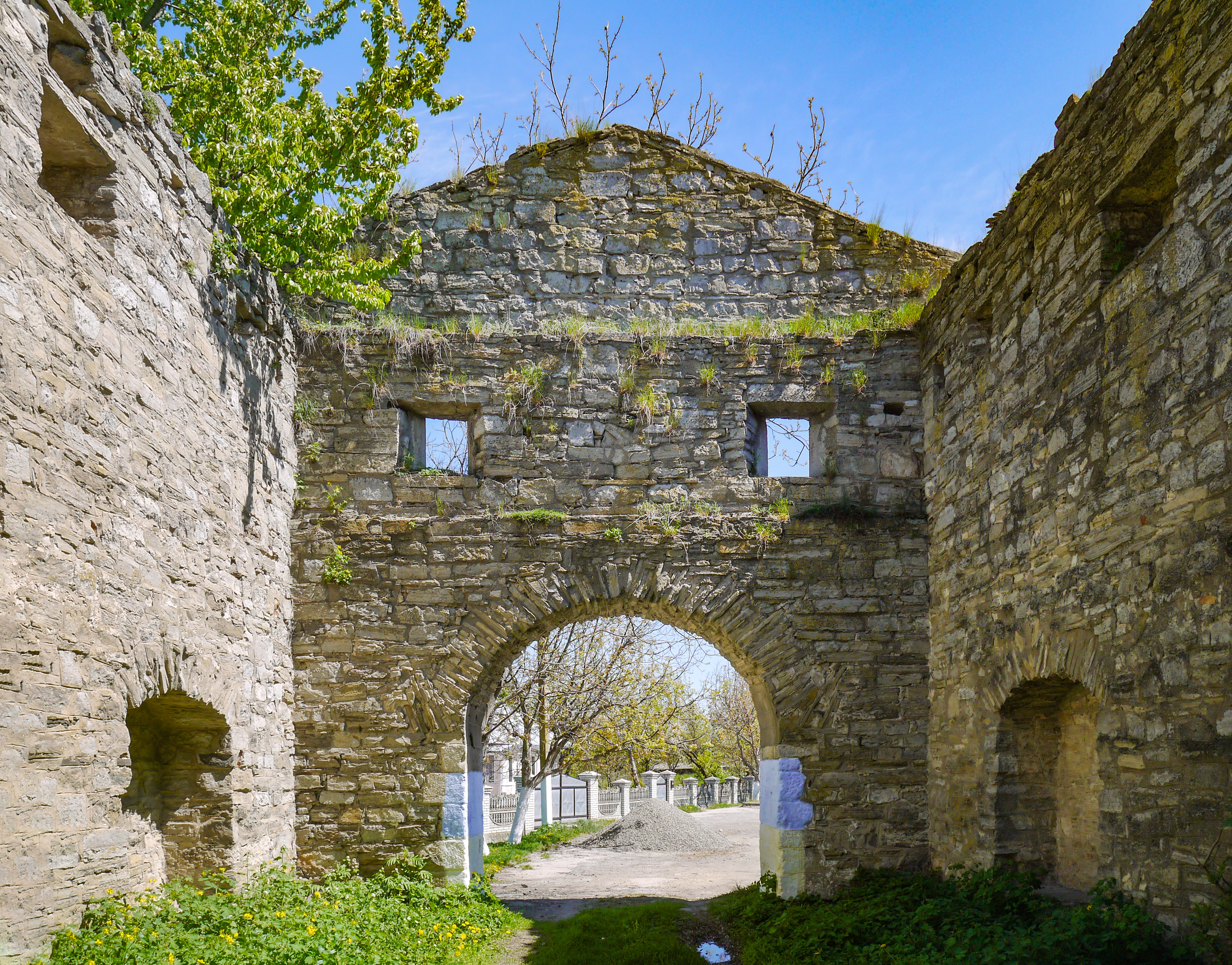
Кам'янецька брама
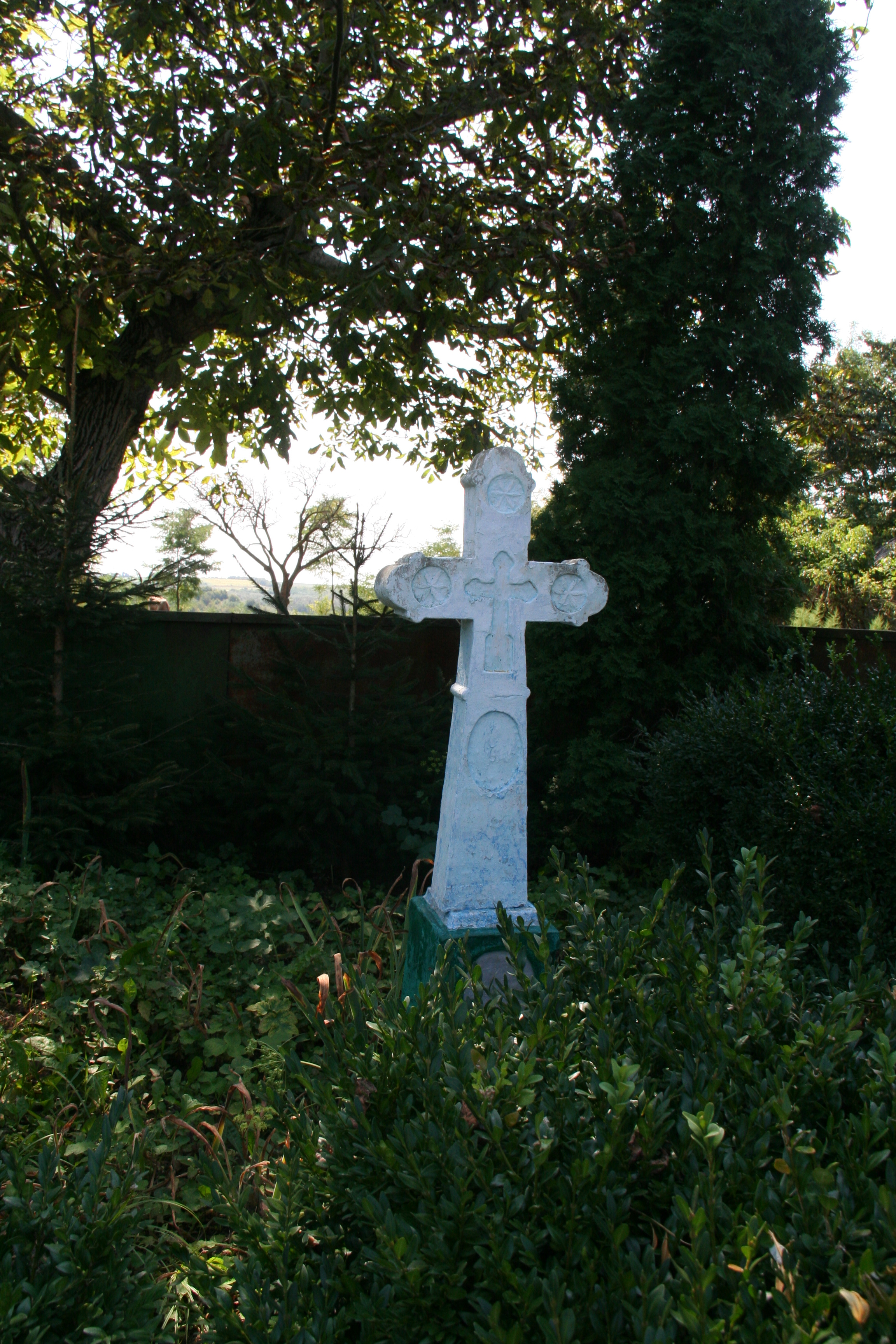
Пам'ятний хрест с. Окопи
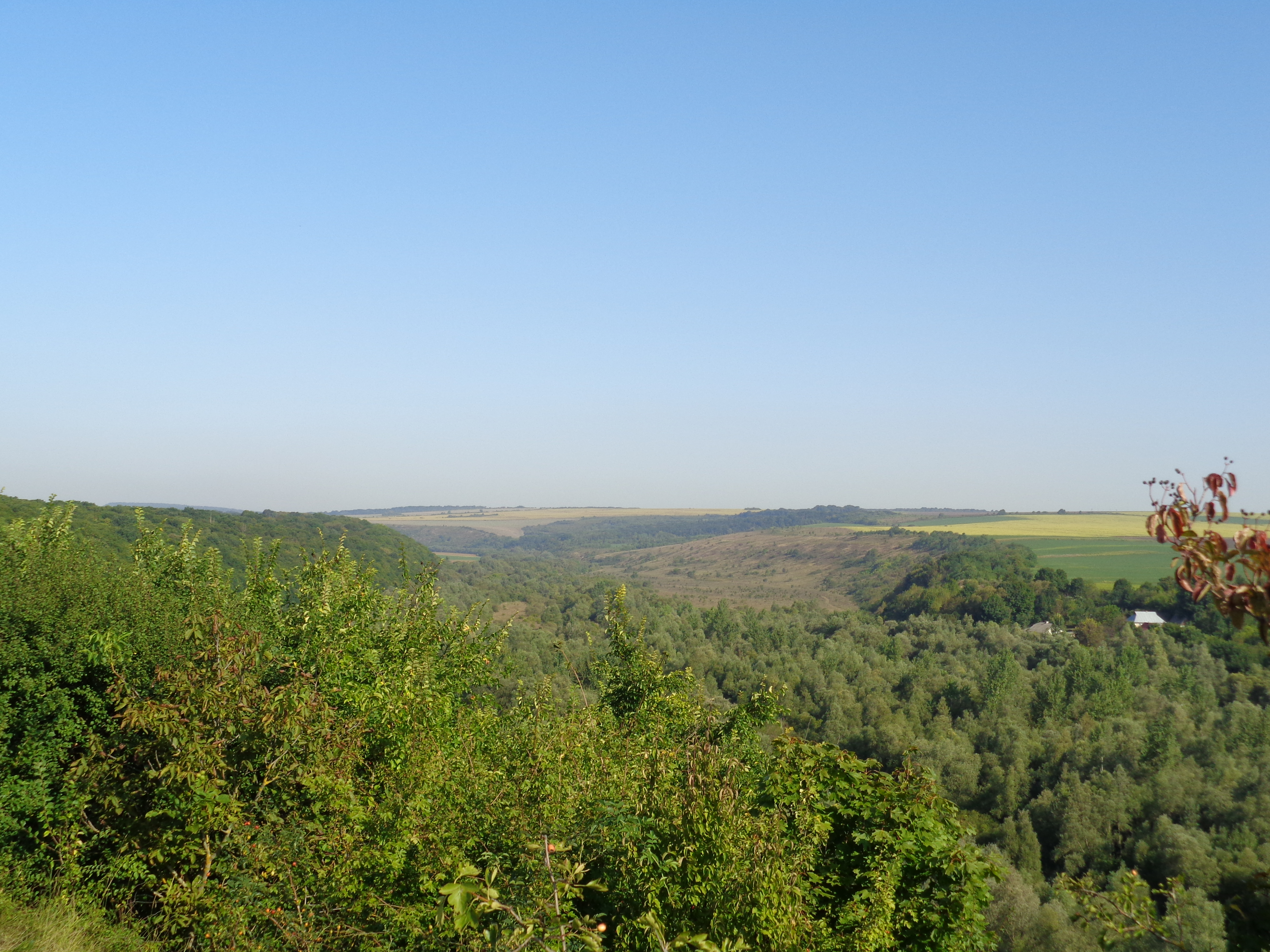
Окопи Земляні вали Фортеці Святої Трійці
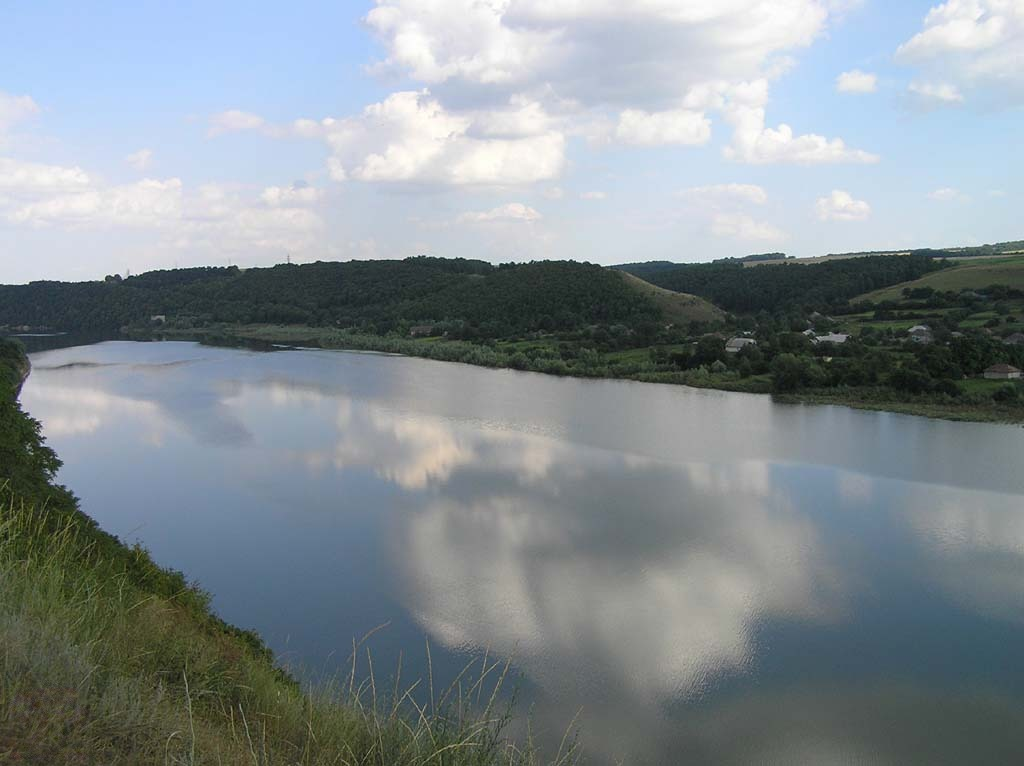
Дністер село Окопи
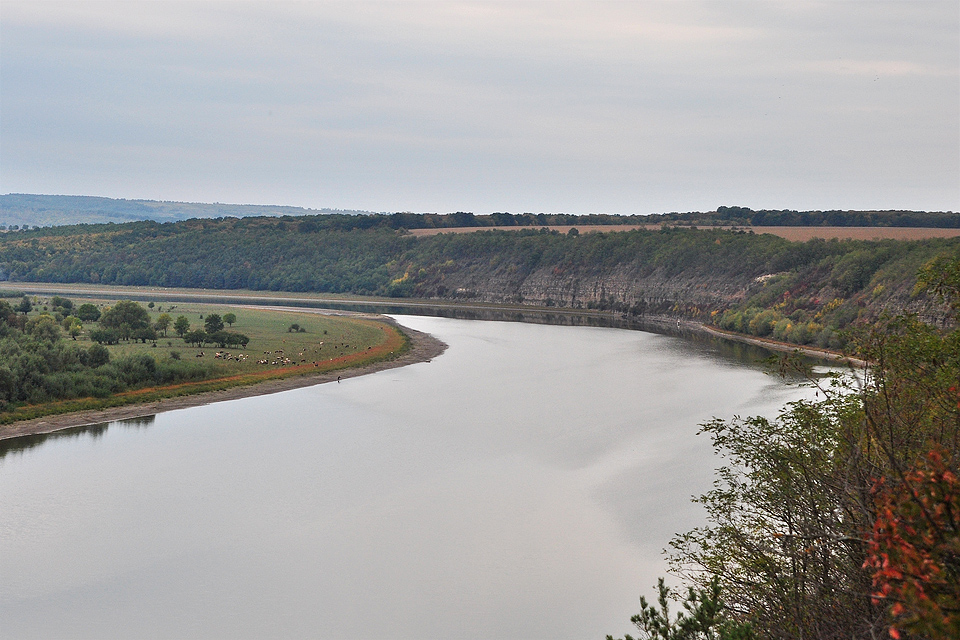
Силурійські відклади
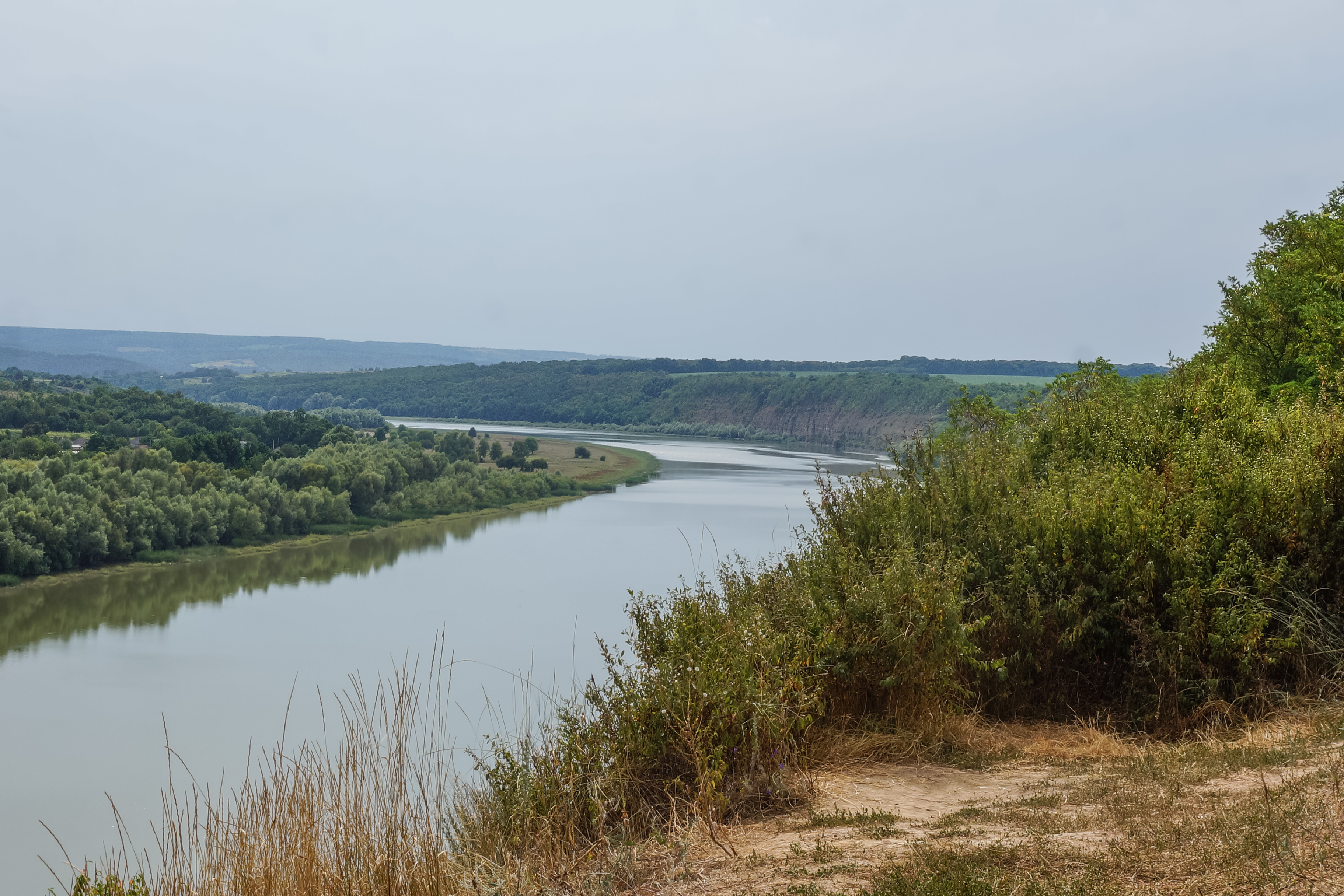
Окопи, лівий берег р. Дністра, Силурійські відклади
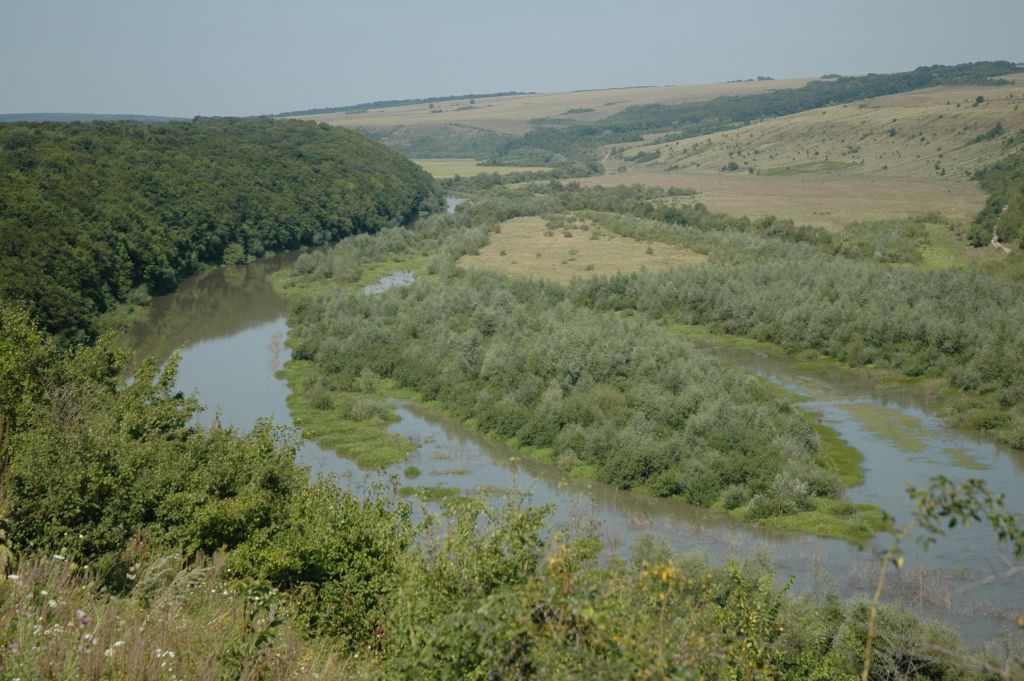
Річка Збруч біля села Окопи